# ライン (レヒ)
ライン (ドイツ語: Rain) はドイツ連邦共和国バイエルン州シュヴァーベン行政管区のドナウ＝リース郡に属す市で、ライン行政共同体の本部所在地である。
この街は、アウクスブルクの北約40kmの、レヒ川がドナウ川に注ぐ河口近くに位置する。郡域再編が行われた1972年7月1日まではノイブルク・アン・デア・ドナウ郡に属していた。

## 地理

### 市の構成
本市は、公式には24の地区 (Ort) からなる。このうち小集落や孤立農場などを除く集落を以下に列記する。
| - バイエルディリング - エッティング - ゲムプフィング - ハーゲンハイム - ミッテルシュテッテン - オーバーパイヒング - ライン | - ザラッハ - シュタウトハイム - ユーバーアッカー - ウンターパイヒング - ヴェヒテリング - ヴァラードルフ |

### 隣接する市町村
隣接する市町村は東から時計回りに以下の通りである。ブルクハイム（ノイブルク＝シュローベンハウゼン郡）、ペトメス（アイヒャッハ＝フリートベルク郡）、ホルツハイム、ミュンスター、オーベルンドルフ・アム・レヒ、ゲンダーキンゲン、ニーダーシェーネンフェルト（以上、ドナウ＝リース郡）。

## 歴史
この都市は、ニーダーシェーネンフェルト修道院の文書中、1257年7月4日の記録に初めて登場する。ここでは "civitas nostra"、すなわち「公の都市」と表記されている。最も蓋然性の高い推論として、ラインの創設はバイエルン公オットー2世統治下の1248年から1253年の間、遅くともルートヴィヒ2世治世の1257年以前になされたと考えられている。当時は現在よりも南のバイエルディリング方面にあったブルックラハに入植が行われた。現在この村はなく、ブルックラッヒャー通りの名前が残るだけである。この市の創設はバイエルン公領の北西方面の防衛、経済的、戦略的根拠によるものである。ライン市はレヒ川の橋で関税を徴収した。
1372年にラインは下級裁判権を獲得し、バイエルン公の地方裁判所の所在地となった。塩、ワイン、鉄、橋の通行の関税によりラインは、インゴルシュタット、フリートベルクに次いでバイエルン公領内で3番目の収入の街となった。こうした状況は1505年にランツフート継承戦争により失われた。この戦争によってプファルツ＝ノイブルク公が創設され、これによりラインは3方向が他国という国境の街になった。わずかに南と南東だけが他国と接していなかった。
三十年戦争では1632年4月14日から15日にレヒ川の戦いが行われた。この戦いではティリー伯率いるバイエルン軍が、スウェーデン王グスタフ2世アドルフのバイエルンへの侵攻を防ごうとし、敗れた。皇帝軍の兵はインゴルシュタットに撤退し、ティリー伯は脚に受けた銃創によりこの地で亡くなった。
1806年、ラインとその周辺地域は新たに創設されたアルトミュール郡に組み込まれ、1810年にオーバードナウ郡に移された。
1837年11月29日のバイエルン王ルートヴィヒ1世による政治改革が、この街から下級裁判権を奪うきっかけとなった。ライン地方裁判所は1838年から新しく設けられたオーバーバイエルン行政管区 (Regierungsbezirk) に編入された。1862年以降これはアイヒャッハ管区 (Bezirksamt)、1880年からはシュヴァーベンのノイブルク・アン・デア・ドナウ管区に移された。ライン区裁判所は1932年に経費削減政策の犠牲となった。
1972年7月1日、バイエルンの市町村再編により、最後の所属郡の変更がなされた。元々アルトバイエルン（古バイエルン）に属したラインとその周辺地区はシュヴァーベン行政管区に残され、新たに創設されたドナウ＝リース郡の所属となった。
1972年から1978年にかけてこの街は、バイエルディリング、エッティング、ゲムプフィング、ミッテルシュテッテン、オーバーパイヒング、ザラッハ、シュタウトハイム、ウンターパイヒング、ヴェヒテリング、ヴァラードルフといったそれまでの独立した町村を合併して市域を大きく拡げた。
2007年にこの街は、コンサート、文化行事、朗読会、集会、祝祭などの多彩なプログラムを含む750年祭（最初の文献上の記録から）を開始した。
2009年5月29日から8月23日までバイエルンの地方庭園博「ネイチャー・イン・ライン」が開催されている。

## 行政

### 紋章
上下二分割。上部は黒地に、こちらを見ている赤い冠を被った金の獅子の頭部。下部は銀と青の斜め格子模様。

### 姉妹都市
- トゥガン（ブルキナファソ、スル県）1974年1月18日から。

## 文化と見所

### 博物館
- ラハナー兄弟博物館
- Jean-Daprai 博物館
- 郷土博物館

### 建築
- ロココ建築の市庁舎
- 後期ゴシック様式のフレスコ（1480年頃）を有するカトリックの都市教区教会「洗礼者聖ヨハネ教会」
- シュヴァープ門
- 諸聖人の礼拝堂を有する病院
- 旧城館
- ティリー伯記念碑 — アウクスブルク市民修道会により建立され、1914年7月19日に除幕された。

### 自然
「レヒ渓谷生活空間プロジェクト」の一環として自然学習路フォーレンヴァイデが設けられた。人工的なデーナー・ブルーメン・パルクも設けられている。ラインでは2009年に「小地方庭園博」が開催されている。

### 年中行事
- 7月第2週末にライン市祭が開催される。

### サークル活動
TSV1896ラインには多くのスポーツ種目があり、約1,400人の登録者がいる。サッカーチームはバイエルン・リーガ1部でプレイしている。女子ボウリングチームは、2007/08年シーズンのシュヴァーベン/オーバーバイエルン地方リーガのチャンピオンとなり、ランデスリーガ（州リーガ）南部に昇格した。卓球部門は2004/05年シーズンからバイエルンリーガ南部でプレイしている。この他に、アイスホッケークラブ（ESVライン）やスポーツフィッシングのサークル（ASVライン）がある。

## 映画
バイエルン出身の映画監督フランツ・クサファー・ボクナーは、最新のTVシリーズ『Der Kaiser von Schexing』をラインで撮影した。

## 経済と社会資本
ラインはガーデンセンター・チェーン「デーナー」の本社所在地である。
ラインにはオランダの企業 Aviko（食品加工業）のドイツの子会社がある。ここではジャガイモ製品の加工が行われている。
ラインには Südzucker（製糖業）の工場もある。プラットリングやすでに閉鎖されたレーゲンスブルクとともにバイエルン州内の3つの Südzucker工場の一つである。この工場の製品は、シュヴァーベン、オーバーバイエルンやヴュルテンベルクの一部に配送されている。この工場には240から280人の従業員がいる。

### 交通
この街は連邦道B16号線（ウルム - レーゲンスブルク）および鉄道バイエルン・ドナウタール鉄道（ウルム - ドナウヴェルト - インゴルシュタット - レーゲンスブルク）に面している。ライン駅には平日は1時間毎、土日祝祭日は2時間毎に列車が発着する。
市内を貫通するB16号線の交通量を緩和する南東バイパスが建設されている。第1期建設区間であるノイブルガー通り（この道路はシュタウトハイム行きの郡道やゲムプフィング行きの州道に接続する）までが2007年9月15日に使用開始された。第2期建設区間のノイブルガー通りからウンターパイヒングまでは2008年と2009年に実現する予定である。

### 教育
ラインにはヨハネス・バイエル国民学校（基礎課程学校）がある。この学校はゲンダーキンゲンに分校を有している。また、ラハナー兄弟国民学校（本課程学校）と州立ライン実科学校からなるシュールツェンター（教育センター）がある。最寄りのギムナジウムはドナウヴェルト・ギムナジウムおよびノイブルクのデスカルテス・ギムナジウムである。

## 人物
- ゲオルク・タンシュテッター（1482年 - 1535年 コリミティウスとも呼ばれる）教師。人文主義者。
- ヨハン・バイエル（1562年 - 1625年）弁護士、ウラノメトリアの著者。
- フランツ・ラハナー（1803年 - 1890年）音楽家。
- イグナツ・ラハナー（1807年 - 1895年）音楽家。
- ヴィンツェンツ・ラハナー（1811年 - 1893年）音楽家。
- ミヒャエル・ラウハイゼン（1889年 - 1984年）ピアニスト、歌曲伴奏者。

## 引用
1. ↑  https://www.statistikdaten.bayern.de/genesis/online?operation=result&code=12411-003r&leerzeilen=false&language=de Genesis-Online-Datenbank des Bayerischen Landesamtes für Statistik Tabelle 12411-003r Fortschreibung des Bevölkerungsstandes: Gemeinden, Stichtag (Einwohnerzahlen auf Grundlage des Zensus 2011)
2. ↑  Bayerische Landesbibliothek Online
3. ↑  http://www.br-online.de/bayerisches-fernsehen/der-kaiser-von-schexing/schexing-kaiser-bogner-ID1205002276309.xml